# 田中藍
田中藍株式会社（たなかあい、英称：Tanaka Ai Co.,Ltd.）は、福岡県久留米市に本社を置く化学工業薬品などの専門商社である。

## 沿革
創業は1887年（明治20年）で久留米絣の染色に欠かすことのできない阿波藍の販売が始まりで、その後インジゴ（人造藍）が開発されるに伴いその販売に従事し、以後ゴム工業薬品、一般工業薬品、樹脂、昇降機などと販路を拡大している。
- 1887年：創業[2]
- 1948年：株式会社組織とする。東京、大阪に営業所開設
- 1950年：八幡（現北九州支店）に営業所開設
- 1961年：徳山営業所開設
- 1996年：香港に現地法人を開設、姫路営業所開設
- 2002年：現地法人Tanaka Ai (Thailand) Limited.を開設
- 2004年：現地法人Tanaka Ai Industries (Thailand) Co.,Ltd.を開設
- 2011年：上海に現地法人設立
- 2013年：現地法人Tanaka Ai America Inc.設立
- 2016年：現地法人Tanaka Ai Europe B.V.設立

## 事業所
- 本社：福岡県久留米市城南町8-27
- 東京本社：東京都港区虎ノ門2-3-17
- 大阪支店：大阪市中央区南本町4-1-10
- 北九州支店：福岡県北九州市小倉北区米町1-1-5
- 徳山営業所：山口県周南市今宿町4-17 徳山田中藍ビル
- 姫路営業所：兵庫県姫路市北条口2-15 小山ビル2F

## 関連会社
- AI TECH CO.,LTD.
- Tanaka Ai (Thailand) Limited.
- Tanaka Ai Industries (Thailand) Co.,Ltd
- 田忠藍（上海）貿易有限公司
- Tanaka Ai America Inc.
- Tanaka Ai Europe B.V.
- 田中産業株式会社
- 株式会社A.I コーポレーション（A.I トラベル）